# Munsfjället

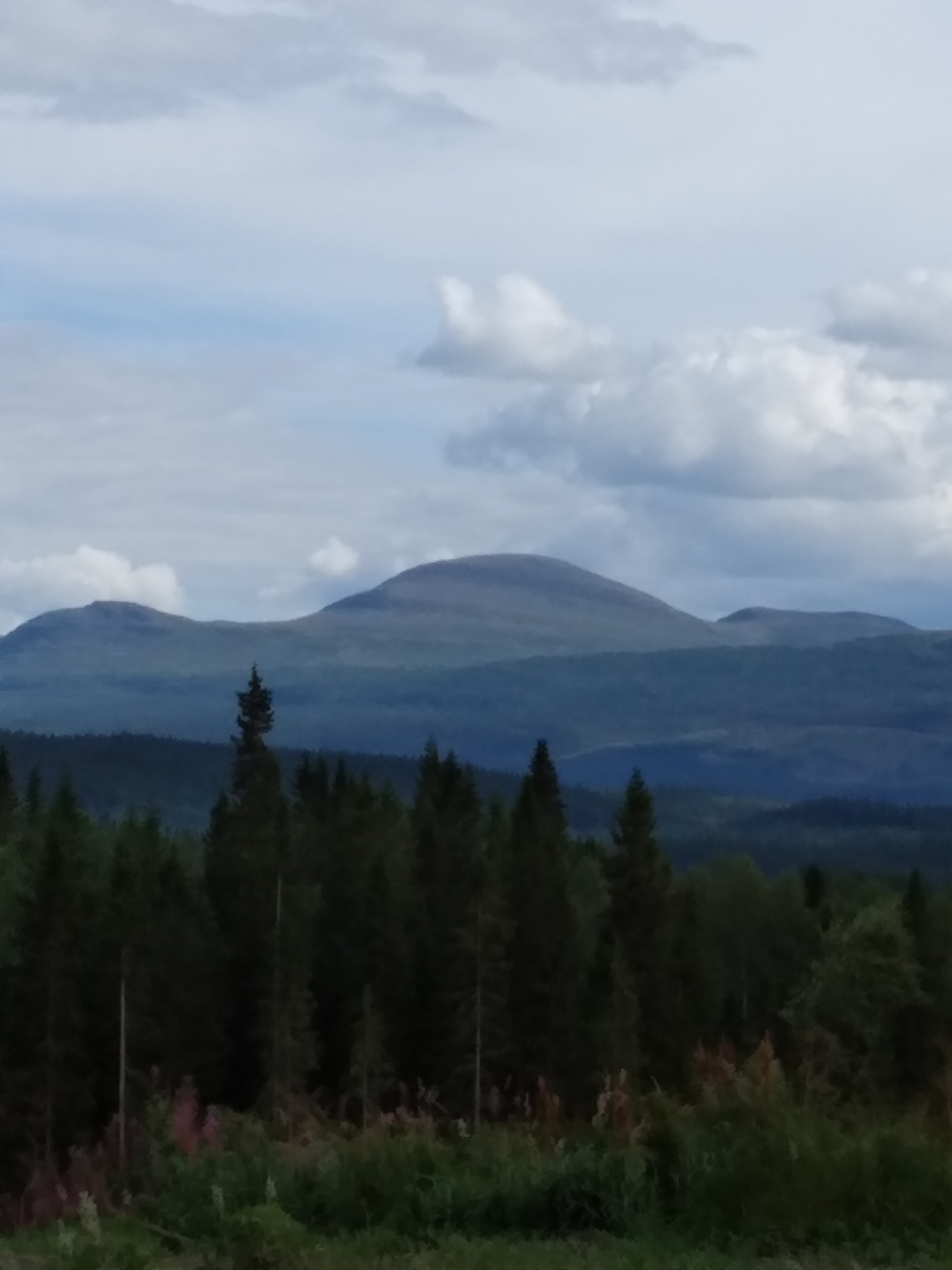
Munsfjället sett från länsväg 342.

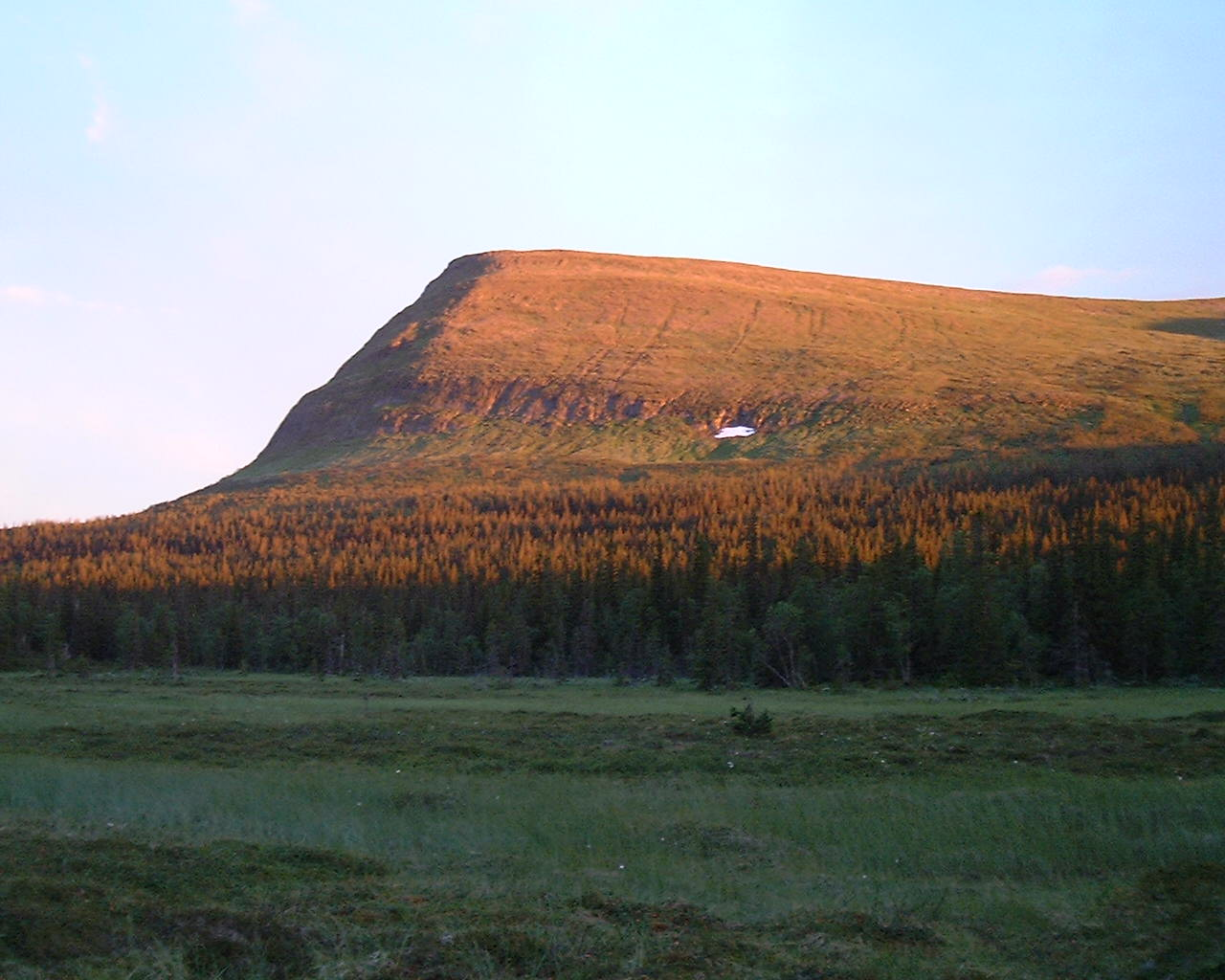
Munsfjällets östra topp (Munsfjällsrumpan) 1 072 m ö.h..

Munsfjället är ett 1 188 meter högt fjäll i Krokoms kommun i norra Jämtland. 
Fjället står ganska ensamt i ett skogslandskap vilket ger en fantastisk utsikt från toppen. På Munsfjällets östra sida brukar det ofta ligga kvar en fläck med snö under sommaren. Ungefär 8 km nordväst om Munsfjället ligger  Hällingsåfallet, och det går en vandringsled mellan dessa. En annan vandringsled med cirka 6 km upp till toppen utgår från vägen till Munsvattnet. På toppen av Munsfjället kan man sommartid se något som ser ut som en pyramid, men som är en byggnad med solpaneler som försörjer den basstation för radiotelefoni (WESTEL) som är placerad på toppen.